# Kishajmás
Kishajmás je vas na Madžarskem, ki upravno spada pod podregijo Sásdi Županije Baranja.